# Monika Ritz
Monika Ritz (ur. 4 października 1964) – niemiecka szpadzistka reprezentująca też RFN, złota medalistka mistrzostw świata.
Podczas mistrzostw świata w Lyonie w 1990 roku reprezentantki RFN w składzie: Eva-Maria Ittner, Ute Schäper, Renate Riebandt-Kaspar, Monika Ritz i Sabine Krapf zdobyły złoty medal w zawodach drużynowych. Był to jedyny medal wywalczony przez Ritz w zawodach tego cyklu.
Nigdy nie wzięła udziału w igrzyskach olimpijskich.